# Довбенчук Іван Миколайович
Іван Миколайович Довбенчук (нар. 4 липня 1928, Косів) — український майстер різьблення по дереву.

## З біографії
Народився 4 липня 1928 року в місті Косові (нині Івано-Франківська область, Україна). З 1949 року працював у Косові на фабриці художніх виробів «Гуцульщина». 1950 року закінчив Косівське училище прикладного мистецтва.

## Творчість
Працював у галузі художньої обробки деревини (різьблення по дереву, інкрустація). Серед робіт:
- альбом «Дружба народів»;
- скриньки, меблі, декоративні тарелі (з портретом Богдана Хмельницького, у співавторстві з Дмитром Лучуком, 1954);
- декоративне панно, присвячене 15-му з'їзду комсомолу (у співавторстві з В. Кошаком та Дмитром Лучуком, 1954).

Роботи майстра зберігаються  в Національному музеї українського народного декоративного мистецтва в Києві, Музеї етнографії та художнього промислу у Львові, в Національному музеї народного мистецтва Гуцульщини та Покуття імені Йосафата Кобринського у Коломиї.